# فرانك دونالد روبسون
فرانك دونالد روبسون (بالإنجليزية: Frank Donald Robson)‏ هو محافظ على الطبيعة وصياد سمك وحطاب نيوزيلندي، ولد في 29 سبتمبر 1912، وتوفي في 30 مايو 1993 في نيبيار في نيوزيلندا.